# Kevin Godley
Kevin Michael Godley (Prestwich, 7 ottobre 1945) è un cantante, musicista e regista di videoclip britannico.

## Biografia
Nato a Prestwich, si è formato a Manchester, dove ha incontrato Lol Creme. Negli anni 1970 diventa membro del gruppo musicale 10cc, che lascia nel 1976 per comporre con Creme a nome Godley & Creme e per dedicarsi all'attività di regista di videoclip; nei primi anni dello stesso decennio è stato inoltre componente degli Hotlegs, precursori dei 10cc.
Nel 1990 realizza un progetto di beneficenza chiamato One World One Voice.
Da regista di videoclip, attività portata avanti con Creme, ha collaborato con Erasure, Bryan Adams, U2, Garland Jeffreys, Sting, Dave Stewart, Blur, Phil Collins, Gavin Friday, Boyzone, Black Crowes, Ronan Keating, Gabrielle, Lisa Stansfield, Katie Melua, Zucchero Fornaciari e altri artisti.